# 関中
関中（かんちゅう）とは、中華人民共和国の地域で、函谷関の西側の地域の渭河平原（いがへいげん）、渭水盆地を指す。現在の中国陝西省の西安を中心とした一帯である。八百里秦川とも呼称される。
南の秦嶺山脈、北の黄土高原に挟まれており、西は宝鶏市の隴山周辺、東は渭水（渭河）と黄河の合流地点までで東西300㎞の地帯である。気候は乾燥しており、水が貴重な地域である。
春秋戦国時代の秦の領地であり、前漢・隋・唐は、この地に首都である長安を置いた。
関中とは函谷関、武関、散関、蕭関の四つの防衛拠点である関所（関中四関）の中にあることから、戦国時代に命名された。